# Berna Thung
Berna Thung-Waldthausen (Amsterdam, 21 oktober 1926 – Hilversum, 25 januari 2012) was een Nederlands tennisspeelster die in het midden van de twintigste eeuw actief was.
Thung zorgde ervoor dat er in 1955 voor het eerst op het jaarlijkse toernooi van de Nederlandse tennisclub 't Melkhuisje in Hilversum sprake was van een echt internationaal deelnemersveld. Dit toernooi zou vanaf 1957 uitgroeien tot het internationaal aansprekende Dutch Open.
In het kader van het zestigjarige bestaan van de club was het doel van de vereniging om in 1955 voor hun jaarlijkse A-toernooi enkele buitenlandse spelers uit te nodigen. Een van hun leden, Berna Thung, speelde regelmatig in het buitenland en regelde tijdens een toernooi in Düsseldorf zes buitenlandse deelnemers. Het mannenenkelspel werd gewonnen door de Duitse gast Dr. K. Rohde, het vrouwenenkelspel door Jenneke Mullemeister die door haar achternaam weleens werd aangezien voor een Duitse, maar die in werkelijkheid uit Hilversum kwam.
Thung zelf won in 1956 op 't Melkhuisje het gemengd dubbelspel met Piet van Eijsden en het damesdubbelspel met Zus Peters. Twee jaar later won ze het damesdubbelspel weer met Zus Peters. In 1959 verregende de finale die zij met Zus Peters tegen een Australisch koppel had zullen spelen.
Berna Thung was de moeder van tennisser Rolf Thung.